# Dobrynja Nikitič

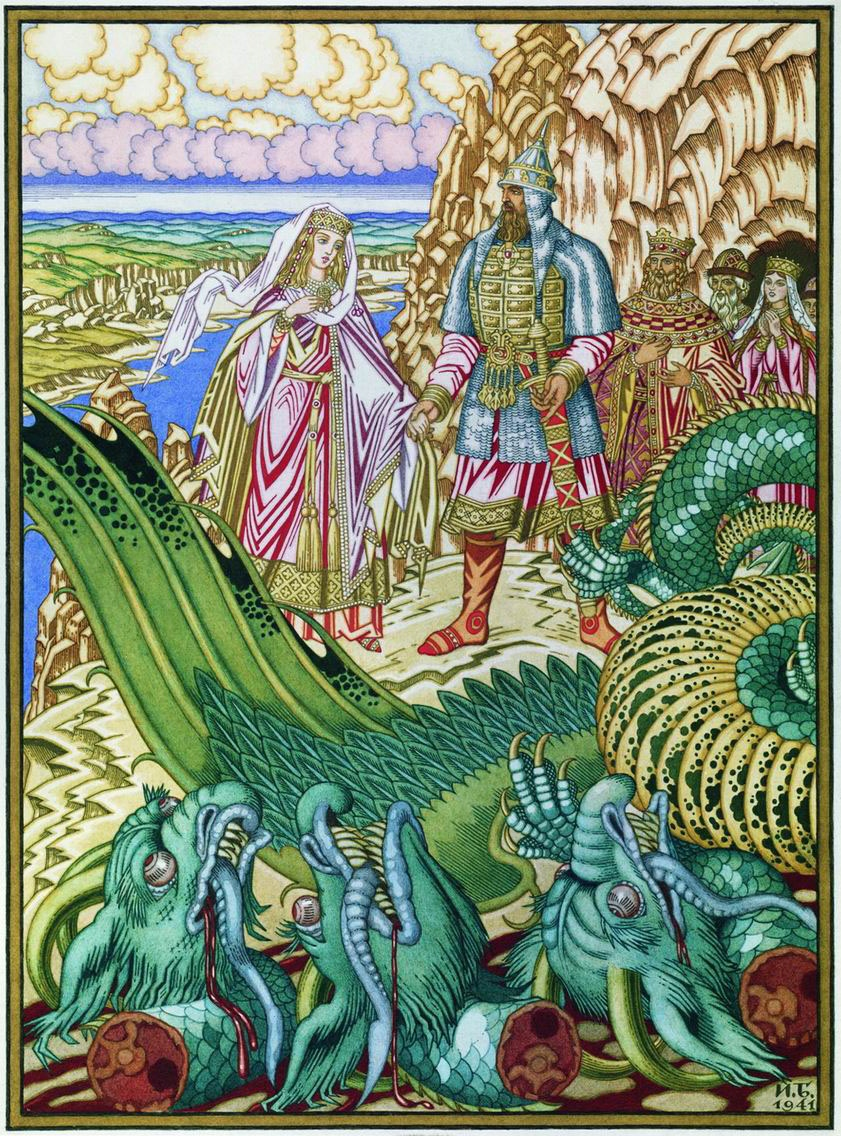
Dobrynja Nikitič salva Zabava Putjatična dal drago Zmej Gorynyč.

Dobrynja Nikitič (Dobrynja figlio di Nikita, Добрыня Никитич) è un eroe nazionale della tradizione popolare russa citato nelle byliny, poemi epici russi.

## Storia
Nato secondo la tradizione da una famiglia di antica stirpe nobiliare, imparentata con il principe Vladimir I di Kiev (ma alcune canzoni popolari indicano che il padre fosse un ricco mercante) Dobrynja entrò ancora giovane a far parte dei Bogatyr (leggendari cavalieri erranti della tradizione russa).
La più grande impresa epica narrata sulla sua figura leggendaria fu la sua vittoria nella lotta contro il drago alato Zmaj Gorynyč. Incontrato una prima volta lungo il guado di un fiume il drago, sconfitto, riuscì a salvare la propria vita implorando pietà e inducendo in tal modo l'eroe a risparmiarlo.
Zmej allora, per nulla riconoscente e desideroso solamente di vendicarsi dell'affronto subito, volò su Kiev e rapì la nipote del principe Vladimir, Zabava Putjatična. Il sovrano chiamò quindi Dobrynja e gli assegnò il compito di salvarla. L'eroe dopo varie peripezie trovò la tana del drago alato, lo uccise e liberò la nipote del sovrano della Rus.
Nel frattempo Alëša Popovič, che insieme a Dobrynja e a Il'ja Muromec è considerato dalla tradizione popolare il più importante cavaliere errante russo, iniziò, per dispetto a Dobrynja, a spargere la voce che l'eroe fosse morto nel compimento dell'impresa. La moglie di quest'ultimo, Nastaša, fu allora costretta dal principe Vladimir a sposare Alëša. Durante il banchetto di nozze, Dobrynja si rivelò alla moglie in maniera astuta e mise fine ai festeggiamenti, terminando la vicenda picchiando di santa ragione Alëša.
A differenza degli altri cavalieri erranti della mitologia russa Dobrynja Nikitič è dipinto come un eroe galante dai gusti delicati, capace di leggere, scrivere, cantare alla perfezione e con una predilezione per il gioco degli scacchi.
Alcuni storici ritengono che la sua figura sia stata ispirata da quello del guerriero varego Dobrynja, figura storica realmente esistita e zio materno del principe Vladimir.